# Adult Crash
Adult Crash — третий студийный альбом американской группы Leeway, вышедший в 1994 году.

## Об альбоме
В записи альбома принимали участие все члены группы, кроме Майкла Гиббонса, который покинул группу. Некоторые композиции альбома (Simple Life?, You, 3 Wishes) потеряли скорость и агрессию, по звучанию став ближе к року, а вокал Эдди Саттон сменил на более простой и высокий.

## Список композиций
1. «Simple Life?» — 4:14
2. «You» — 3:52
3. «Make a Move» — 3:37
4. «3 Wishes» — 4:33
5. «Withering Heights» — 5:27
6. «10 Years» — 5:11
7. «Silver Tongue» — 1:44
8. «Grip» — 2:57
9. «The Roulaison» — 7:22
10. «Clueless» — 3:51

## Участники записи
- Эдди Саттон — вокал
- A.J. Novello — гитара
- Джимми Хантос — бас-гитара
- Поки Мо — ударные